# Sphaerodactylus omoglaux
Sphaerodactylus omoglaux este o specie de șopârle din genul Sphaerodactylus, familia Gekkonidae, descrisă de Thomas în anul 1982. Conform Catalogue of Life specia Sphaerodactylus omoglaux nu are subspecii cunoscute.